# 29-й совет министров Канады
Два́дцать девятый сове́т мини́стров Кана́ды (англ. Twenty-Ninth Canadian Ministry, фр. Vingt-neuvième conseil des ministres du Canada) — правительство Канады с 4 ноября 2015 в течение 42-го, 43-го и 44-го созывов Палаты общин канадского парламента. Его главой являлся Джастин Трюдо из Либеральной партии Канады (ЛПК).
14 марта 2025 года вступил в должность новый премьер-министр Марк Карни.

## В Парламенте
В течение 42-го созыва Палаты общин после выборов, прошедших 19 октября 2015, к нему относились 184 депутата из 338 в Палате общин.
4 ноября 2015 года Джастин Трюдо сформировал своё правительство, в котором 15 кресел из 31 были предоставлены женщинам.
20 ноября 2019 года Либеральная партия смогла сформировать кабинет меньшинства, хотя по итогам новых парламентских выборов показала худший результат, чем в 2015 году (при этом количество членов кабинета, считая премьер-министра, выросло с 35 до 37). Правительство покинули Ральф Гудэйл, Амарджит Сохи и Джим Карр, а среди новых лиц особое раздражение лидера консерваторов Эндрю Шира вызвал экологический активист Стивен Гильбо (лидер оппозиции назвал его «известным антитрубопроводным активистом» и заявил, что Трюдо не сделал правильных выводов после утраты его партией абсолютного большинства в парламенте).
20 сентября 2021 года состоялись досрочные парламентские выборы, по итогам которых Трюдо сохранил возможность формирования нового правительства меньшинства — либералы получили 160 мест против 119 у консерваторов, но для абсолютного большинства требуются 170 мест (кроме того, избравшийся как либерал Кевин Вонг вышел из партии, сократив количество мандатов до 159). Тем не менее, премьер-министр столкнулся с необходимостью кадровых перестановок, поскольку по крайней мере четыре члена Кабинета лишились депутатских мандатов: министр рыболовства Бернадетт Джордан, министр по делам женщин Марьям Монсеф, министр по делам пожилых граждан Деб Шульте, а также министр инфраструктуры Кэтрин Маккенна, не выставившая своей кандидатуры.
26 октября приведён к присяге новый состав правительства, из 38 членов которого менее десяти сохранили прежние портфели.

## Кадровые перестановки
12 января 2021 года Трюдо произвёл серию кадровых перестановок в правительстве, сосредоточившись на изменении персонального состава министров в сферах отношений с Китаем, конфликта с корпорацией Huawei и проблем в авиаперевозках. Из кабинета был исключён Навдип Бейнс, отказавшийся от планов переизбрания в парламент на следующих выборах, но возвращён в число министров Джим Карр, прошедший курс лечения стволовыми клетками после онкологического диагноза.
26 июля 2023 года премьер министр произвёл серию кардинальных перемещений, введя в Кабинет сразу 7 новых министров.
19 июля 2024 года министр труда и по делам пожилых людей Шеймус О’Риган ушёл в отставку, и вместо него назначен Стивен Маккиннон.
20 декабря 2024 года, через несколько дней после отставки своего заместителя Христи Фриланд, премьер-министр Трюдо произвёл значительные кадровые перестановки в правительстве, введя в его состав восемь новых министров и переместив ещё четверых.

## Состав
| Должность                                                                                              | Имя                                                             |
| --- | --------------------------------------------------------------- |
| Премьер-министр                                                                                        | Джастин Трюдо                                                   |
| Заместитель премьер-министра                                                                           | Христя Фриланд (20 ноября 2019 — 16 декабря 2024)               |
| Министр иностранных дел                                                                                | Стефан Дион (4 ноября 2015 — 10 января 2017)                    |
| Министр иностранных дел                                                                                | Христя Фриланд (10 января 2017 — 20 ноября 2019)                |
| Министр иностранных дел                                                                                | Франсуа-Филипп Шампань (20 ноября 2019 — 12 января 2021)        |
| Министр иностранных дел                                                                                | Марк Гарно (12 января 2021 — 26 октября 2021)                   |
| Министр иностранных дел                                                                                | Мелани Жоли (c 26 октября 2021)                                 |
| Министр национальной обороны                                                                           | Харджит Сингх Саджан (4 ноября 2015 — 26 октября 2021)          |
| Министр национальной обороны                                                                           | Анита Ананд (с 26 октября 2021 — 26 июля 2023)                  |
| Министр национальной обороны                                                                           | Билл Блэр (с 26 июля 2023)                                      |
| Министр юстиции, генеральный прокурор                                                                  | Джоди Уилсон-Рейболд (с 4 ноября 2015 по 14 января 2019 года)   |
| Министр юстиции, генеральный прокурор                                                                  | Давид Ламетти (14 января 2019 — 26 июля 2023)                   |
| Министр юстиции, генеральный прокурор                                                                  | Ариф Вирани (с 26 июля 2023)                                    |
| Министр безопасности границ и сокращения организованной преступности Канады                            | Билл Блэр (18 июля 2018 — 20 ноября 2019)                       |
| Министр общественной безопасности и ЧС                                                                 | Ральф Гудэйл (с 4 ноября 2015 — 20 ноября 2019)                 |
| Министр общественной безопасности и ЧС                                                                 | Билл Блэр (20 ноября 2019 — 26 октября 2021)                    |
| Министр подготовленности к чрезвычайным ситуациям                                                      | Билл Блэр (26 октября 2021 — 26 июля 2023)                      |
| Министр подготовленности к чрезвычайным ситуациям                                                      | Харджит Саджан (с 26 июля 2023)                                 |
| Министр общественной безопасности                                                                      | Марко Мендичино (26 октября 2021 — 26 июля 2023)                |
| Министр общественной безопасности, демократических институтов и по связям с правительствами провинций  | Доминик Леблан (26 июля 2023 — 20 декабря 2024)                 |
| Министр общественной безопасности                                                                      | Дэвид Макгинти (с 20 декабря 2024)                              |
| Помощник министра общественной безопасности                                                            | Рейчел Бендаян (с 20 декабря 2024)                              |
| Министр демократических институтов                                                                     | Руби Сахота (с 20 декабря 2024)                                 |
| Министр по делам иммиграции, беженцев и гражданства                                                    | Джон МакКаллум (4 ноября 2015 — 10 января 2017)                 |
| Министр по делам иммиграции, беженцев и гражданства                                                    | Ахмед Хусейн (10 января 2017 — 20 ноября 2019)                  |
| Министр по делам иммиграции, беженцев и гражданства                                                    | Марко Мендичино (20 ноября 2019 — 26 октября 2021)              |
| Министр по делам иммиграции, беженцев и гражданства                                                    | Шон Фрейзер (26 октября 2021 — 26 июля 2023)                    |
| Министр по делам иммиграции, беженцев и гражданства                                                    | Марк Миллер (с 26 июля 2023)                                    |
| Министр инноваций, науки и промышленности, начальник службы регистрации актов гражданского состояния   | Навдип Сингх Бейнс (4 ноября 2015 — 12 января 2021)             |
| Министр инноваций, науки и промышленности, начальник службы регистрации актов гражданского состояния   | Франсуа-Филипп Шампань (с 12 января 2021)                       |
| Министр внешней торговли                                                                               | Христя Фриланд (4 ноября 2015 — 10 января 2017)                 |
| Министр внешней торговли                                                                               | Франсуа-Филипп Шампань (10 января 2017 — 18 июля 2018)          |
| Министр диверсификации внешней торговли                                                                | Джим Карр (18 июля 2018 — 20 ноября 2019)                       |
| Министр малого предпринимательства и поддержки экспорта                                                | Мэри Ын (18 июля 2018 — 20 ноября 2019)                         |
| Министр малого предпринимательства, поддержки экспорта и внешней торговли                              | Мэри Ын (20 ноября 2019 — 26 октября 2021)                      |
| Министр внешней торговли, поддержки экспорта, малого предпринимательства и экономического развития     | Мэри Ын (26 октября 2021 — 26 июля 2023)                        |
| Министр поддержки экспорта, внешней торговли и экономического развития                                 | Мэри Ын (с 26 июля 2023)                                        |
| Министр малого предпринимательства                                                                     | Ричи Вальдес (с 26 июля 2023)                                   |
| Министр без портфеля                                                                                   | Джим Карр (12 января 2021 — 26 октября 2021)                    |
| Министр транспорта                                                                                     | Марк Гарно (4 ноября 2015 — 12 января 2021)                     |
| Министр транспорта                                                                                     | Омар Альхабра (12 января 2021 — 26 июля 2023)                   |
| Министр транспорта                                                                                     | Пабло Родригес (26 июля 2023 — 19 сентября 2024)                |
| Министр транспорта                                                                                     | Анита Ананд (с 19 сентября 2024)                                |
| Министр инфраструктуры и местного самоуправления                                                       | Амарджит Сохи (4 ноября 2015 — 18 июля 2018)                    |
| Министр инфраструктуры и местного самоуправления                                                       | Франсуа-Филипп Шампань (18 июля 2018 — 20 ноября 2019)          |
| Министр инфраструктуры и местного самоуправления                                                       | Кэтрин Маккенна (20 ноября 2019 — 26 октября 2021)              |
| Министр по вопросам окружающей среды и климатических изменений                                         | Кэтрин Маккенна (4 ноября 2015 — 20 ноября 2019)                |
| Министр по вопросам окружающей среды и климатических изменений                                         | Джонатан Уилкинсон (20 ноября 2019 — 26 октября 2021)           |
| Министр по вопросам окружающей среды и климатических изменений                                         | Стивен Гильбо (с 26 октября 2021)                               |
| Министр финансов                                                                                       | Билл Морно (4 ноября 2015 — 17 августа 2020)                    |
| Министр финансов                                                                                       | Христя Фриланд (18 августа 2020 — 16 декабря 2024)              |
| Министр финансов                                                                                       | Доминик Леблан (с 16 декабря 2024)                              |
| Министр государственных доходов                                                                        | Диана Лебутилье (4 ноября 2015 — 26 июля 2023)                  |
| Министр государственных доходов                                                                        | Мари-Клод Бибо (26 июля 2023 — 20 декабря 2024)                 |
| Министр государственных доходов                                                                        | Элизабет Бриер (с 20 декабря 2024)                              |
| Глава казначейства                                                                                     | Скотт Брайсон (4 ноября 2015 — 14 января 2019)                  |
| Глава казначейства                                                                                     | Джейн Филпотт (14 января 2019 — 4 марта 2019)                   |
| Глава казначейства                                                                                     | Карла Куалтроу (врио 4 марта — 18 марта 2019)                   |
| Глава казначейства                                                                                     | Джойс Мюррей (18 марта 2019 — 20 ноября 2019)                   |
| Глава казначейства                                                                                     | Жан-Ив Дюкло (20 ноября 2019 — 26 октября 2021)                 |
| Глава казначейства                                                                                     | Мона Фортье (26 октября 2021 — 26 июля 2023)                    |
| Глава казначейства                                                                                     | Анита Ананд (26 июля 2023 — 20 декабря 2024)                    |
| Глава казначейства                                                                                     | Жиннет Петипа-Тейлор (с 20 декабря 2024)                        |
| Министр цифрового правительства                                                                        | Джойс Мюррей (20 ноября 2019 — 26 октября 2021)                 |
| Министр малого предпринимательства и туризма                                                           | Бардиш Чаггер (4 ноября 2015 — 18 июля 2018)                    |
| Министр туризма, помощник министра финансов                                                            | Рэнди Буассонно (26 октября 2021 — 26 июля 2023)                |
| Министр туризма                                                                                        | Сорайя Мартинес-Феррада (26 июля 2023 — 5 февраля 2025)         |
| Министр туризма                                                                                        | Паскаль Сент-Онж (c 6 февраля 2025)                             |
| Министр сельского хозяйства и продовольствия                                                           | Лоуренс Маколей (с 4 ноября 2015 по 1 марта 2019)               |
| Министр сельского хозяйства и продовольствия                                                           | Мари-Клод Бибо (1 марта 2019 — 26 июля 2023)                    |
| Министр сельского хозяйства и продовольствия                                                           | Лоуренс Маколей (с 26 июля 2023)                                |
| Министр экономического развития сельских территорий                                                    | Бернадетт Джордан (14 января 2019 — 20 ноября 2019)             |
| Министр экономического развития сельских территорий                                                    | Марьям Монсеф (20 ноября 2019 — 26 октября 2021)                |
| Министр экономического развития сельских территорий                                                    | Гуди Хатчингс (с 26 октября 2021)                               |
| Министр рыболовства, океанов и береговой охраны Канады                                                 | Хантер Туту (с 4 ноября 2015 по 31 мая 2016)                    |
| Министр рыболовства, океанов и береговой охраны Канады                                                 | Доминик Леблан (с 31 мая 2016 по 18 июля 2018)                  |
| Министр рыболовства, океанов и береговой охраны Канады                                                 | Джонатан Уилкинсон (с 18 июля 2018 по 20 ноября 2019)           |
| Министр рыболовства, океанов и береговой охраны Канады                                                 | Бернадетт Джордан (20 ноября 2019 — 26 октября 2021)            |
| Министр рыболовства, океанов и береговой охраны Канады                                                 | Джойс Мюррей (26 октября 2021 — 26 июля 2023)                   |
| Министр рыболовства, океанов и береговой охраны Канады                                                 | Диана Лебутилье (с 26 июля 2023)                                |
| Министр природных ресурсов                                                                             | Джим Карр (4 ноября 2015 — 18 июля 2018)                        |
| Министр природных ресурсов                                                                             | Амарджит Сохи (18 июля 2018 — 20 ноября 2019)                   |
| Министр природных ресурсов                                                                             | Симус О’Риган (20 ноября 2019 — 26 октября 2021)                |
| Министр природных ресурсов                                                                             | Джонатан Уилкинсон (с 26 октября 2021)                          |
| Министр по делам пожилых людей                                                                         | Филомена Тасси (18 июля 2018 — 20 ноября 2019)                  |
| Министр по делам пожилых людей                                                                         | Деб Шульте (20 ноября 2019 — 26 октября 2021)                   |
| Министр по делам пожилых людей                                                                         | Камал Хера (26 октября 2021 — 26 июля 2023)                     |
| Министр по делам пожилых людей                                                                         | Симус О’Риган (26 июля 2023 — 19 июля 2024)                     |
| Министр по делам пожилых людей                                                                         | Стивен Маккиннон (19 июля 2024 — 20 декабря 2024)               |
| Министр по делам пожилых людей                                                                         | Джоан Томпсон (с 20 декабря 2024)                               |
| Министр занятости, труда и рабочей силы                                                                | Мэри Энн Мигичук (4 ноября 2015 — 10 января 2017)               |
| Министр занятости, труда и рабочей силы                                                                | Патти Хайду (с 10 января 2017 по 20 ноября 2020)                |
| Министр труда                                                                                          | Филомена Тасси (20 ноября 2019 — 26 октября 2021)               |
| Министр труда                                                                                          | Симус О’Риган (26 октября 2021 — 19 июля 2024)                  |
| Министр труда                                                                                          | Стивен Маккиннон (19 июля — 20 декабря 2024)                    |
| Министр занятости, развития рабочей силы и инклюзивности людей с ограниченными возможностями           | Карла Куалтроу (20 ноября 2019 — 26 июля 2023)                  |
| Министр занятости, развития рабочей силы и официальных языков                                          | Рэнди Буассонно (26 июля 2023 — 20 ноября 2024)                 |
| Министр занятости, развития рабочей силы и официальных языков                                          | Жинетт Петипа Тэйлор (20 ноября — 20 декабря 2024)              |
| Министр занятости и развития рабочей силы                                                              | Стивен Маккиннон (с 20 декабря 2024)                            |
| Министр официальных языков                                                                             | Рейчел Бендаян (с 20 декабря 2024)                              |
| Министр коммунального хозяйства, закупок и сборов                                                      | Джуди Фут (с 4 ноября 2015 — 24 августа 2017)                   |
| Министр коммунального хозяйства, закупок и сборов                                                      | Джим Карр (врио 24 августа 2017 — 28 августа 2017)              |
| Министр коммунального хозяйства, закупок и сборов                                                      | Карла Куалтроу (28 августа 2017 — 20 ноября 2019)               |
| Министр коммунального хозяйства, закупок и сборов                                                      | Анита Ананд (20 ноября 2019 — 26 октября 2021)                  |
| Министр коммунального хозяйства, закупок и сборов                                                      | Филомена Тасси (26 октября 2021 — 31 августа 2022)              |
| Министр коммунального хозяйства, закупок и сборов                                                      | Хелена Ячек (31 августа 2022 — 26 июля 2023)                    |
| Министр коммунального хозяйства, закупок и сборов                                                      | Жан-Ив Дюкло (с 26 июля 2023)                                   |
| Министр здравоохранения                                                                                | Джейн Филпотт (4 ноября 2015 — 28 августа 2017)                 |
| Министр здравоохранения                                                                                | Жинетт Петипа-Тейлор (28 августа 2017 — 20 ноября 2019)         |
| Министр здравоохранения                                                                                | Патти Хайду (20 ноября 2019 — 26 октября 2021)                  |
| Министр здравоохранения                                                                                | Жан-Ив Дюкло (с 26 октября 2021 по 26 июля 2023)                |
| Министр здравоохранения                                                                                | Марк Холланд (с 26 июля 2023)                                   |
| Министр по делам ветеранов и заместитель министра национальной обороны                                 | Кент Хер (с 4 ноября 2015 по 28 августа 2017 года)              |
| Министр по делам ветеранов и заместитель министра национальной обороны                                 | Симус О’Риган (с 28 августа 2017 по 14 января 2019 года)        |
| Министр по делам ветеранов и заместитель министра национальной обороны                                 | Джоди Уилсон-Рейболд (с 14 января 2019 по 12 февраля 2019 года) |
| Министр по делам ветеранов и заместитель министра национальной обороны                                 | Харджит Сингх Саджан (и. о. с 12 февраля 2019 по 1 марта 2019)  |
| Министр по делам ветеранов и заместитель министра национальной обороны                                 | Лоуренс Маколей (1 марта 2019 — 26 июля 2023)                   |
| Министр по делам ветеранов и заместитель министра национальной обороны                                 | Жинетт Петипа-Тейлор (с 26 июля 2023 по 20 декабря 2024)        |
| Министр по делам ветеранов и заместитель министра национальной обороны                                 | Даррен Фишер (с 20 декабря 2024)                                |
| Министр по связям с правительствами провинций и по делам молодёжи                                      | Джастин Трюдо (4 ноября 2015 — 18 июля 2018)                    |
| Министр по связям с правительствами провинций, проблемам северных регионов и внутренней торговле       | Доминик Леблан (18 июля 2018 — 20 ноября 2019)                  |
| Министр внутренней торговли                                                                            | Анита Ананд (с 20 декабря 2024)                                 |
| Министр по делам северных регионов                                                                     | Дэн Вандал (20 ноября 2019 — 20 декабря 2024)                   |
| Министр по делам северных регионов                                                                     | Терри Дюги (с 20 декабря 2024)                                  |
| Министр по связям с правительствами провинций                                                          | Христя Фриланд (20 ноября 2019 — 18 августа 2020)               |
| Министр по связям с правительствами провинций                                                          | Доминик Леблан (18 августа 2020 — 26 октября 2021)              |
| Министр по связям с правительствами провинций, инфраструктуры и местных сообществ                      | Доминик Леблан (26 октября 2021 — 26 июля 2023)                 |
| Министр демократических институтов                                                                     | Марьям Монсеф (с 4 ноября 2015 по 1 февраля 2017)               |
| Министр демократических институтов                                                                     | Карина Гулд (с 1 февраля 2017 по 20 ноября 2019)                |
| Министр по делам семей, детства и социального развития                                                 | Жан-Ив Дюкло (4 ноября 2015 — 20 ноября 2019)                   |
| Министр по делам семей, детства и социального развития                                                 | Ахмед Хусейн (20 ноября 2019 — 26 октября 2021)                 |
| Министр по делам семей, детства и социального развития                                                 | Карина Гулд (с 26 октября 2021 по 26 июля 2023)                 |
| Министр по делам семей, детства и социального развития                                                 | Дженна Саддс (с 26 июля 2023)                                   |
| Министр по делам женщин                                                                                | Патти Хайду (4 ноября 2015 — 1 февраля 2017)                    |
| Министр по делам женщин                                                                                | Марьям Монсеф (1 февраля 2017 — 13 декабря 2018)                |
| Министр по делам женщин и гендерного равенства                                                         | Марьям Монсеф (13 декабря 2018 — 26 октября 2021)               |
| Министр по делам женщин, гендерного равенства и молодёжи                                               | Марси Йен (с 26 октября 2021)                                   |
| Министр, ответственный за Федеральное агентство экономического развития Южного Онтарио                 | Хелена Ячек (26 октября 2021 — 31 августа 2022)                 |
| Министр, ответственный за Федеральное агентство экономического развития Южного Онтарио                 | Филомена Тасси (31 августа 2022 — 20 декабря 2024)              |
| Министр, ответственный за Федеральное агентство экономического развития Южного Онтарио                 | Руби Сахота (с 20 декабря 2024)                                 |
| Министр международного развития                                                                        | Мари-Клод Бибо (4 ноября 2015 — 1 марта 2019)                   |
| Министр международного развития                                                                        | Мариам Монсеф (1 марта 2019 — 20 ноября 2019)                   |
| Министр международного развития                                                                        | Карина Гулд (20 ноября 2019 — 26 октября 2021)                  |
| Министр международного развития                                                                        | Харджит Сингх Саджан (26 октября 2021 — 26 июля 2023)           |
| Министр международного развития                                                                        | Ахмед Хусейн (с 26 июля 2023)                                   |
| Министр, ответственный за Агентство экономического развития Тихоокеанского побережья Канады            | Харджит Сингх Саджан (с 26 октября 2021)                        |
| Министр, ответственный за Франкофонию                                                                  | Мари-Клод Бибо (4 ноября 2015 — 18 июля 2018)                   |
| Министр, ответственный за Франкофонию                                                                  | Мелани Жоли (18 июля 2018 — 26 октября 2021)                    |
| Министр, ответственный за Франкофонию                                                                  | Жинетт Петипа-Тейлор (26 октября 2021 — 26 июля 2023)           |
| Министр по делам отношений между Короной и коренным населением Канады                                  | Кэролин Беннетт (4 ноября 2015 — 26 октября 2021)               |
| Министр по делам отношений между Короной и коренным населением Канады                                  | Марк Миллер (26 октября 2021 — 26 июля 2023)                    |
| Министр по делам отношений между Короной и коренным населением Канады                                  | Гэри Анандасангари (26 июля 2023 — 20 декабря 2024)             |
| Министр по делам отношений между Короной и коренным населением, по делам северных регионов Канады      | Гэри Анандасангари (с 20 декабря 2024)                          |
| Министр, ответственный за Агентство экономического развития Северной Канады                            | Гэри Анандасангари (с 20 декабря 2024)                          |
| Министр психического здоровья и наркологии, помощник министра здравоохранения Канады                   | Кэролин Беннетт (26 октября 2021 — 26 июля 2023)                |
| Министр психического здоровья и наркологии, помощник министра здравоохранения Канады                   | Яра Сакс (с 26 июля 2023)                                       |
| Министр спорта и по делам людей с ограниченными способностями                                          | Карла Куалтроу (4 ноября 2015 — 28 августа 2017)                |
| Министр спорта и по делам людей с ограниченными способностями                                          | Кент Хер (28 августа 2017 — 25 января 2018)                     |
| Министр спорта и по делам людей с ограниченными способностями                                          | Кирсти Дункан (25 января 2018 — 18 июля 2018)                   |
| Министр науки и спорта                                                                                 | Кирсти Дункан (с 4 ноября 2015 — 20 ноября 2019)                |
| Министр спорта и Министр, ответственный за Агентство экономического развития Канады в регионах Квебека | Паскаль Сент-Онж (26 октября 2021 — 26 июля 2023)               |
| Министр спорта и физической активности                                                                 | Карла Куалтроу (26 июля 2023 — 20 декабря 2024)                 |
| Министр спорта                                                                                         | Терри Дюги (с 20 декабря 2024)                                  |
| Министр по связям с Палатой общин                                                                      | Доминик Леблан (с 4 ноября 2015 по 19 августа 2016)             |
| Министр по связям с Палатой общин                                                                      | Бардиш Чаггер (с 19 августа 2016 по 20 ноября 2019)             |
| Министр по связям с Палатой общин                                                                      | Пабло Родригес (20 ноября 2019 по 26 октября 2021)              |
| Министр по связям с Палатой общин                                                                      | Марк Холланд (с 26 октября 2021 по 26 июля 2023)                |
| Министр по связям с Палатой общин                                                                      | Карина Гулд (с 26 июля 2023)                                    |
| Министр расового разнообразия, инклюзивности и молодёжи                                                | Бардиш Чаггер (20 ноября 2019 по 26 октября 2021)               |
| Министр жилищного строительства, разнообразия и инклюзивности Канады                                   | Ахмед Хусейн (26 октября 2021 — 26 июля 2023)                   |
| Министр жилищного строительства, инфраструктуры и местных сообществ                                    | Шон Фрейзер (26 июля 2023 — 20 декабря 2024)                    |
| Министр жилищного строительства, инфраструктуры и местных сообществ                                    | Натаниел Эрскин-Смит (с 20 декабря 2024)                        |
| Министр разнообразия, инклюзивности и по делам лиц с ограниченными возможностями                       | Камал Хера (с 26 июля 2023)                                     |
| Министр наследия Канады                                                                                | Мелани Жоли (4 ноября 2015 по 18 июля 2018)                     |
| Министр наследия Канады                                                                                | Пабло Родригес (с 18 июля 2018 по 20 ноября 2019)               |
| Министр наследия Канады                                                                                | Стивен Гильбо (20 ноября 2019 — 26 октября 2021)                |
| Министр наследия Канады                                                                                | Пабло Родригес (26 октября 2021 — 26 июля 2023)                 |
| Министр наследия Канады                                                                                | Паскаль Сент-Онж (с 26 июля 2023)                               |
| Министр процветания среднего класса, помощник министра финансов                                        | Мона Фортье (20 ноября 2019 — 26 октября 2021)                  |
| Министр по делам коренных народов                                                                      | Джейн Филпотт (28 августа 2017 — 14 января 2019)                |
| Министр по делам коренных народов                                                                      | Симус О’Риган (14 января 2019 — 20 ноября 2019)                 |
| Министр по делам коренных народов                                                                      | Марк Миллер (20 ноября 2019 — 26 октября 2021)                  |
| Министр по делам коренных народов                                                                      | Патти Хайду (с 26 октября 2021)                                 |
| Министр государственных услуг (Minister of Citizens Services)                                          | Терри Бич (с 26 июля 2023)                                      |